# Teopempo y Teonas
Teopompo y Teonas o  Sinesio fueron dos santos cristianos que murieron en Nertóbriga en la décima persecución contra los cristianos en el año 306. El primero era natural de Nertóbriga Concordia Iulia, cercana a Fregenal de la Sierra, el segundo era natural de Egipto y fiel seguidor del primero. Ambos coincidieron en la Nertóbriga de la Tarraconense, situada en la actual provincia de Zaragoza.

## Leyenda
En Nertóbriga (en las cercanías de Ricla) residía el ilustre epíscopo Teopompo (el cual era natural de otra ciudad llamada también Nertobriga, la Nertobriga Concordia Iulia, en las cercanías de la actual Fregenal de la Sierra), que instruía a sus feligreses en perseverar en la fe de Cristo perorándoles para que no temieran a elevar el número de entradas del martirologio. El pretor Daciano lo mandó llevar ante él con el fin de que rindiera culto al panteón pagano, hecho que ocurrió en la Nertóbriga que pertenecía a la Tarraconense.
Al contemplar el desaire que de las autoridades imperiales mostró Teopompo, Daciano ordenó a sus tropas que lo metieran en un horno bien ardiente y allí lo tuvieron un día entero sin que sufriera ninguna quemadura. En la prima vigilia se encaminó a los aposentos de Daciano logrando introducirse en su casa aunque estaban todos los cerrojos bien echados. Le censuró su insidia y le retó a padecer todos sus padecimientos.
Ya por la mañana Daciano se encaminó hacia el horno donde se hallaba Teopompo y lo encontró entre los feroces fuegos, sin que estos le provocasen la menor quemadura. Ordenó aprisionarlo en una tenebrosa celda, sin proporcionarle condumio durante veintitrés días. Transcurrida esta infeliz coyuntura suponiendo que había sucumbido fueron al presidio para hallarlo más recio que nunca.
Le arrancaron el ojo derecho por orden del implacable Diocleciano pero le fue reintegrado por los querubines. Creyendo que poseía virtudes esotéricas y que hacía mofa de sus suplicios, Diocleciano ordenó que acudiera el hechicero egipcio Teónas con el fin de que con sus artes mágicas lograra ejecutar a Teopompo.
Teónas ordenó que a Teopompo lo colocaran en una pradera ante un fiero toro de lidia con el fin de que lo corneara hasta la muerte. Teopompo, susurró unas palabritas en la aurícula del bóvido, y el animal se fragmentó en porciones diminutas. Teónas, ante este milagro, no cejó y elaboró un brebaje de solimán con el fin de mandar a la tumba a Teopompo a través del envenenamiento. Éste ingirió la bebida ponzoñosa sin que afectara en absoluto a su salud.
Ante tal prodigio Teónas se dio cuenta de que Teopompo era un enviado del Paráclito y se convirtió a la fe verdadera. Se hizo bautizar por el mismo Teopompo y adoptó el nombre cristiano de Sinesio.
No acabaron en ese punto los infortunios de Teopompo ya que Daciano no cejó en sus torturas y, sacándole de la cárcel, mandó colocarle en el suelo, hacia arriba la cara, amarradas las manos y trabados los pies; después ordenó que un pedrusco, que a duras penas ocho hombres podían levantar, le fuera lanzado sobre su estómago. El enorme canto quedó flotando en el aire a cuatro digitus de su vientre sin que llegara aplastarle.
Tras contemplar este nuevo milagro, ordenó Daciano que lo tirasen desde la cumbre de un escarpado otero, los pies  hacia arriba y la cabeza hacia abajo, con un gran pedrusco atado a su pescuezo. Pero Cristo prefirió que el obispo de Nertóbriga permaneciera de pie sin que sufriera daño alguno. Daciano, ya hastiado que de no hubiera manera de aniquilarlo, ordenó que lo yugularan. Éste fue el fin de la vida en la tierra de Teopompo.
Sinesio, el converso, al permanecer constante en la fe única y verdadera de Cristo, padeció también martirio: excavaron una zanja y lo enterraron vivo en ella, después de esto hicieron pasar equinos por encima de él hasta que falleció reventado.
Existe una tradición oriental que hace a Teopompo obispo de Nicomedia y cuenta casi la misma historia sobre los mismos santos pero en dicha ciudad.

## Canonización
El epíscopo Fray Francisco de Rois, tras consultar al Cabildo, se dirigió a los profesores de teología de la Universidad de Salamanca para que resolvieran sobre las reliquias de San Teopompo, tras lo cual fallaron afirmativamente, «nemine discrepante». Así pues, el 6 de julio de 1670 se les asigna, según los preceptos de San Pio V y Gregorio XIII, misa propia el día 21 de mayo.
El culto a ambos mártires se extendió tanto por Oriente como por Occidente ya desde antiguo.
En la antigua abadía de Nonantola (Módena), conservaban sus reliquias, que fueron trasladadas en 911 al monasterio de Santa María de Treviso, para evitar que las tropas húngaras profanaran los sagrados relicarios.
Estos santos reciben también culto en la ciudad alemana de Radolfzell donde también se conservan reliquias, no se sabe si llegaron allí como producto de un robo por parte tropas germánicas invasoras o como producto intercambio entre parroquias, algo muy habitual en la Edad Media.
En la última revisión del Martirologio romano se les reasignó como fecha festiva el tres de enero, pero en Ricla sigue celebrándose el 21 de mayo.